# Джеймс Лафферті
Джеймс Лафферті (англ. James Lafferty, народився 25 липня 1985, Гемет, Каліфорнія, США) — американський актор, режисер і продюсер. В Україні найбільш відомий виконанням ролі Нейтана Скотта у серіалі «Школа виживання».

## Обрана фільмографія
| Рік       |   | Українська назва           | Оригінальна назва          | Роль            |
| --------- | - | -------------------------- | -------------------------- | --------------- |
| 2003—2012 | с | Школа виживання            | One Tree Hill              | Нейтан Скотт    |
| 2009      | ф | С. Дарко                   | S. Darko                   | Джастін Спарроу |
| 2013      | ф | Окулус                     | Oculus                     | Майкл           |
| 2018      | с | Привиди будинку на пагорбі | The Haunting of Hill House | Раян Квейл      |